# Sentimientos de la Nación
Az 1813. szeptember 14-én Chilpancingo városában közzétett Sentimientos de la Nación (címének jelentése: A Nemzet Érzései) a mexikói függetlenségi háború egyik legfontosabb dokumentuma, melyben szerzője, José María Morelos 23 pontban foglalta össze a chilpancingói kongresszus résztvevőinek alapvető céljait. Ezen az íráson alapult az 1814-ben elfogadott apatzingáni alkotmány is.

## Előzmények
A Sentimientos de la Nación előtt már két hasonló dokumentumot is készítettek a függetlenség pártolói. Elsőként Ignacio López Rayón írt meg egy 38 pontos alkotmánytervezetet Elementos constitucionales que han de fijar nuestra felicidad („Alkotmányos elemek, melyeknek biztosítaniuk kell a boldogságunkat”) címmel. Ebben rögzítette, hogy „Amerika” szabad és független, az egyetlen vallás a római katolikus, a hatalom a népből ered, a rabszolgaság megszűnik, a kereskedelem és a sajtó szabad, az államforma pedig egyfajta demokratikus monarchia. Ezt a tervezetet azonban soha nem nyomtatták ki és nem terjesztették.
Hasonló tervet készített José María Cos is Planes de Guerra y Paz („Háború és Béke Tervei”) címmel. A két dokumentumban közös volt az is, hogy elismerték volna VII. Ferdinánd spanyol királyt uralkodóul.

## A dokumentum története
A függetlenségi felkelés kirobbantója, Miguel Hidalgo már 1810. november 15-i kiáltványában sürgette egy olyan kongresszus összehívását, ahol a különböző területek képviselői intézményesíthetik a mozgalmat, kormányzatot hozhatnak létre és törvényeket alkothatnak. Hidalgo halála után mintegy két évnek kellett eltelnie, amíg Morelos csapatai már elég nagy területet foglaltak el délen ahhoz, hogy sor kerülhessen az első ilyen kongresszusra. Morelos 1813. nyarán hirdette ki, hogy Chilpancingo városában ősszel gyűlést tartanak.
Szeptember 13-án, a kongresszus megnyitása előtt diktálta le Andrés Quintana Roónak a szöveget, majd másnap Juan Nepomuceno Rosains olvasta azt fel az egybegyűltek előtt a város templomában (a mai Nagyboldogasszony-székesegyházban). Ez a tervezet, eltérően a korábbi hasonlóaktól, már nem ismerte volna el VII. Ferdinándot.

## Tartalma
A Sentimientos de la Nación 23 pontból állt, melyek lényege a következő:
1. „Amerika” független Spanyolországtól és minden más országtól
2. Az egyetlen vallás a római katolikus
3. Az egyháznak csak tizedet és terményhányadot kell fizetni
4. Az egyház élén a pápa áll, alatta a püspökök, azok alatt a papok
5. A hatalmat a nép gyakorolja a Supremo Congreso Nacional Americano nevű tanácsba küldött képviselők útján
6. A törvényhozó, a végrehajtó és az ítélkező hatalom egymástól elválasztottan működik
7. A képviselők négy évig működnek, utána átadják helyüket az újonnan megválasztottaknak
8. A képviselők díjazása tisztességes, nem lehet túl magas, legfeljebb 8000 peso
9. Munkához csak amerikaiak juthatnak
10. Idegeneket nem bocsájtanak be, csak tanítani képes és minden gyanú felett álló kézműveseket
11. A haza addig nem szabad, amíg a zsarnoki kormányt és a spanyolokat el nem űzték
12. A kongresszus által hozott törvények olyanok lesznek, hogy állhatatosságra és hazafiságra köteleznek, csökkentik a túlzott pazarlást és a szegénységet
13. Az általános törvények mindenkire vonatkoznak
14. Új törvény meghozásához egyfajta „bölcsek tanácsát” kell összehívni, hogy előtte megvitassák
15. A rabszolgaság megszűnik, a különböző osztályok (kasztok) tagjai azonos jogokkal rendelkeznek
16. A kikötők egy részét megnyitják a baráti nemzetek előtt, de az ország belsejébe nem hatolhatnak be még ők sem
17. A magántulajdon és az otthon védelem alá esik
18. A kínzás tilos
19. December 12-e, a függetlenségi harc védőszentjének, a Guadalupei Szűzanyának az ünnepe minden településen megünneplendő
20. Idegen hadsereg nem léphet az ország területére, vagy ha segíteni jöttek, akkor sem lehetnek ott, ahol a kormányzat székel
21. Mexikóiak nem mennek külföldi expedíciókra, főleg nem tengeren túliakra
22. A számtalan eddigi adó megszűnik, helyette egy 5%-os hozzájárulást kell fizetnie mindenkinek
23. Szeptember 16-a, a Grito de Dolores évfordulója évenként megtartandó ünnep